# 德特福德鎮區 (新澤西州)
德特福德鎮區（英語：Deptford Township）是位於美國新澤西州格洛斯特縣的一個鎮區。

## 地方資料
德特福德鎮區的面積為45.50平方千米，當中陸地面積為44.89平方千米，而水域面積為0.61平方千米。根據2020年美國人口普查的數據，當地共有人口31977人，而人口密度為每平方千米702.79人。